# 貝雷特

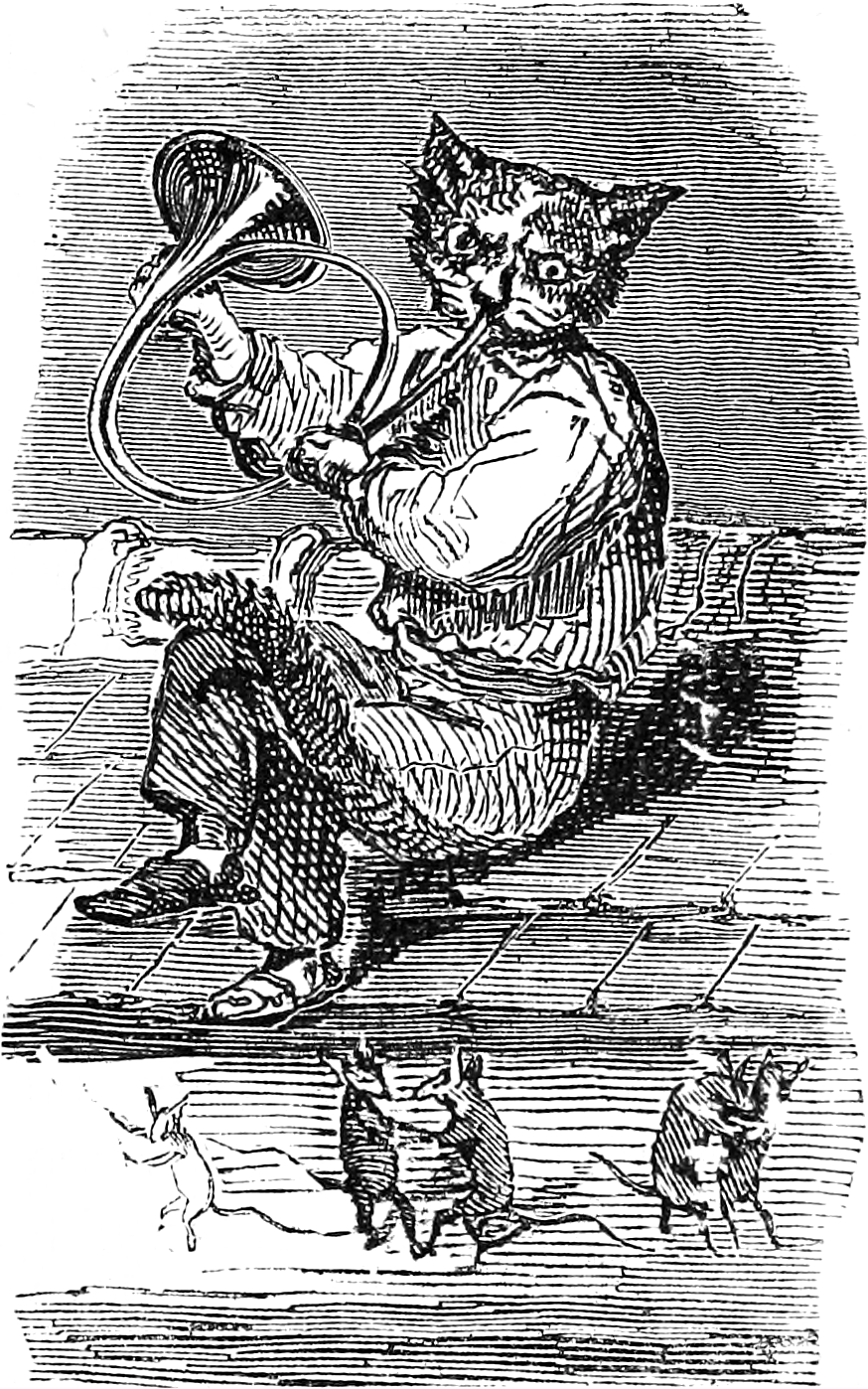
地獄辭典中的貝雷特

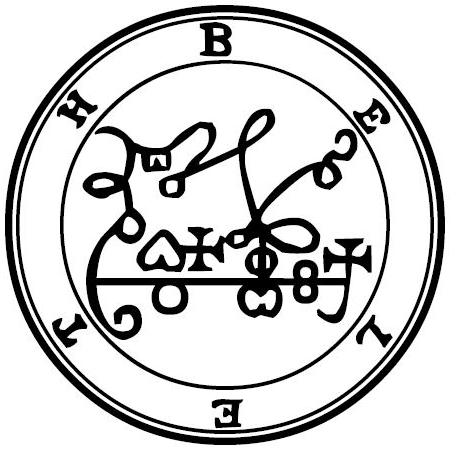
貝雷特的印記（1）

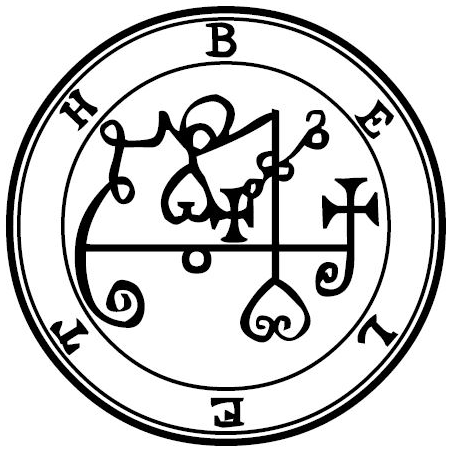
貝雷特的印記（2）

貝雷特为所羅門七十二柱魔神中排第13位的魔神，位階為王，統帥85個軍團。別名「表雷特」（Belieth）、「比雷斯」（Bileth）、「比雷特」（Byleth）等。擁有令人感到恐怖的強大力量，原本是一位能天使，祂一直期待著有朝一日能夠重返天界，不過直到目前為止似乎還沒能如願。大約也正因為這個原因，使得貝雷特的脾氣非常暴躁，極度厭惡被人召喚，於召喚者面前，常騎著蒼白色(青色)、且氣色不佳的馬匹，在下級惡魔們演奏著號角等樂器之下出現。滿臉怒氣現身，令召喚者望而生畏。如果一定要召喚貝雷特，必須對他表現出崇敬王者般的敬意，此外最好在中指上佩戴一枚銀環避免受到他怒氣的灼傷。但面貌儀態卻沒有詳加記載。能力是能使男女之間的愛情萌生。能夠讓召喚者得到心儀的人之愛，無論是男人還是女人的愛，直到召喚者滿意為止。原記載典籍《所羅門之鑰》也提到，召喚時要注意對其的禮儀。不然的話，他是絕對不會接受任何的術者的請求。貝雷特性格非常暴躁，如果想要他平靜下來，必須讓他手執一隻橡木手杖，朝東南方走一個三角形，而不是圓形。為了日後能命令他，必須接著用契約和魔法指令來控制他。如果他不願意走進三角形，你可以威脅他，在他面前展示你的契約和魔法陣，他就會屈服，遵照你的命令行事。但是，畢竟他是一個偉大的國王，你必須對他謙恭知禮，尊敬有加，在他面前，你必須一直在左手中指上戴著銀戒，像對待一個真正的國王或王子那樣的服侍他。
在《地獄辭典》中，另有特別詳加註明十分易怒。